# Kecskemét országgyűlési képviselőinek listája
Az országgyűlési követeknek népképviselet alapján választásáról szóló 1848. évi V. törvénycikk határozta meg, hogy Kecskemét városa két országgyűlési követet küldhet a törvényhozásba.
Később Kecskemét két egyéni választókerületre lett osztva, amit Kecskeméten alsókerületi és felsőkerületi választókerületnek neveztek. A két választókerület az 1914. évi XV. törvénycikkben megerősítésre került.
Később a törvényhatósági városokban - Kecskeméten is - az egyéni választókerületi rendszerről a lajstromos (listás) rendszerre tértek át, ebben az időszakban pártok listái versengtek a szavazókért. Az utolsó ilyen rendszerű választás 1939-ben volt.
1945-ben és 1947-ben megyei pártlistákra lehetett szavazni. Kecskeméten a Pest-Pilis-Solt-Kiskun és a Bács-Bodrog vármegyék által alkotott közös listán indultak a pártok.
1990-ben Kecskemét területe ismét két egyéni választókerületre lett osztva. Az egyéni kerületek mellett megyei pártlistáról és országos listáról is juthattak be képviselők a parlamentbe.
A 2014. évi országgyűlési választásra az Országgyűlés csökkenő létszáma miatt ismét át lettek alakítva a kecskeméti egyéni választókerületek, több környékbeli települést hozzá csatolva. A megyei pártlista megszűnt, az egyéni választókerületek mellett csak az országos pártlista maradt meg, ahonnan juthatnak be képviselők a törvényhozásba.

## Az első világháború előtt
Kecskeméten az első világháború előtt az alábbi pártok küldhettek képviselőt a parlamentbe a választások után:
| Kecskemét 1.  | Kecskemét 1.                                                     | Kecskemét 1.                         | Kecskemét 2.                                 | Kecskemét 2.                         |
| Választás éve | Jelölt neve                                                      | Jelölő szerv.                        | Jelölt neve                                  | Jelölő szerv.                        |
| ------------- | ---------------------------------------------------------------- | ------------------------------------ | -------------------------------------------- | ------------------------------------ |
| 1848.         | Kossuth Lajos (nem fogadta el a mandátumot, utódja Karika János) |                                      | Simonyi János                                |                                      |
| 1861          | Balásfalvi Kiss Miklós                                           | Határozati Párt                      | Horváth Döme                                 | Felirati Párt                        |
| 1865          | Balásfalvi Kiss Miklós                                           | Balközép Párt                        | Horváth Döme                                 | Deák Párt                            |
| 1869          | Balásfalvi Kiss Miklós                                           | Balközép Párt                        | Horváth Döme                                 | Deák Párt                            |
| 1872          | Balásfalvi Kiss Miklós                                           | Balközép Párt                        | Horváth Döme                                 | Deák Párt                            |
| 1875          | Fórián Károly                                                    | Szabadelvű Párt                      | Szűcs Imre                                   | Deák Párt                            |
| 1878          | Kada Elek                                                        | Függetlenségi Párt                   | Szilády Lajos                                | Függetlenségi Párt                   |
| 1881          | Kada Elek                                                        | Függetlenségi Párt                   | Szilády Lajos (elhunyt, utódja Vadnay Andor) | Függetlenségi Párt                   |
| 1884          | Lipthay Pál                                                      | Függetlenségi és Negyvennyolcas Párt | Vámos Béla                                   | Szabadelvű Párt                      |
| 1887          | Ugron Gábor                                                      | Függetlenségi és Negyvennyolcas Párt | Horváth Ádám                                 | Függetlenségi és Negyvennyolcas Párt |
| 1892          | Bartók Lajos                                                     | Függetlenségi és 48-as (Ugron) Párt  | Horváth Ádám                                 | Függetlenségi 48-as és Kossuth Párt  |
| 1896          | Nagy Mihály                                                      | Szabadelvű Párt                      | Horváth Ádám                                 | Függetlenségi 48-as és Kossuth Párt  |
| 1901          | Nagy Mihály                                                      | Szabadelvű Párt                      | Szeless József                               | Szabadelvű Párt                      |
| 1905          | Hock János                                                       | Új Párt                              | Szappanos István                             | Függetlenségi és Negyvennyolcas Párt |
| 1906          | Hock János                                                       | Függetlenségi és Negyvennyolcas Párt | Szappanos István                             | Függetlenségi és Negyvennyolcas Párt |
| 1910          | Hock János                                                       | Függetlenségi és 48-as (Justh) Párt  | Horváth Mihály                               | Függetlenségi 48-as és Kossuth Párt  |

## 1920-tól 1949-ig
Az alábbi táblázatban 1920-tól 1949-ig szerepelnek a Kecskeméten megválasztott képviselők, későbbi a szocializmus alatti választások nélkül.
| Kecskemét 1.  | Kecskemét 1. | Kecskemét 1. | Kecskemét 1. | Kecskemét 1. | Kecskemét 2. | Kecskemét 2. | Kecskemét 2. | Kecskemét 2. |
| Választás éve | Jelölt neve | Jelölő szerv. | Szavazatok száma | Szavazatok aránya | Jelölt neve | Jelölő szerv. | Szavazatok száma | Szavazatok aránya |
| ------------- | --- | --- | --- | --- | --- | --- | --- | --- |
| 1920          | Rubinek Gyula (elhunyt, utódja Horváth Mihály) | Országos Kisgazda- és Földműves Párt | egyhangú | egyhangú | Pekár Gyula | Keresztény Nemzeti Egyesülés Pártja | egyhangú | egyhangú |
| 1922          | Pekár Gyula | Egységes Párt | 2 734 | 56,43% | Zsitvay Tibor | Egységes Párt | 3 241 | 52,68% |
| 1926          | A titkos szavazású listás választáson két mandátumot osztottak ki: egyik győztes a Független '48-as Kisgazdapárt jelöltje, Horváth Mihály volt, míg a másik képviselőt az Egységes Párt állította ki, aki Héjjas István, Pekár Gyula, Tassy József és Zsitvay Tibor lemondása után végül Szabó Iván lett                                              | A titkos szavazású listás választáson két mandátumot osztottak ki: egyik győztes a Független '48-as Kisgazdapárt jelöltje, Horváth Mihály volt, míg a másik képviselőt az Egységes Párt állította ki, aki Héjjas István, Pekár Gyula, Tassy József és Zsitvay Tibor lemondása után végül Szabó Iván lett                                              | A titkos szavazású listás választáson két mandátumot osztottak ki: egyik győztes a Független '48-as Kisgazdapárt jelöltje, Horváth Mihály volt, míg a másik képviselőt az Egységes Párt állította ki, aki Héjjas István, Pekár Gyula, Tassy József és Zsitvay Tibor lemondása után végül Szabó Iván lett                                              | A titkos szavazású listás választáson két mandátumot osztottak ki: egyik győztes a Független '48-as Kisgazdapárt jelöltje, Horváth Mihály volt, míg a másik képviselőt az Egységes Párt állította ki, aki Héjjas István, Pekár Gyula, Tassy József és Zsitvay Tibor lemondása után végül Szabó Iván lett                                              | A titkos szavazású listás választáson két mandátumot osztottak ki: egyik győztes a Független '48-as Kisgazdapárt jelöltje, Horváth Mihály volt, míg a másik képviselőt az Egységes Párt állította ki, aki Héjjas István, Pekár Gyula, Tassy József és Zsitvay Tibor lemondása után végül Szabó Iván lett                                              | A titkos szavazású listás választáson két mandátumot osztottak ki: egyik győztes a Független '48-as Kisgazdapárt jelöltje, Horváth Mihály volt, míg a másik képviselőt az Egységes Párt állította ki, aki Héjjas István, Pekár Gyula, Tassy József és Zsitvay Tibor lemondása után végül Szabó Iván lett                                              | A titkos szavazású listás választáson két mandátumot osztottak ki: egyik győztes a Független '48-as Kisgazdapárt jelöltje, Horváth Mihály volt, míg a másik képviselőt az Egységes Párt állította ki, aki Héjjas István, Pekár Gyula, Tassy József és Zsitvay Tibor lemondása után végül Szabó Iván lett                                              | A titkos szavazású listás választáson két mandátumot osztottak ki: egyik győztes a Független '48-as Kisgazdapárt jelöltje, Horváth Mihály volt, míg a másik képviselőt az Egységes Párt állította ki, aki Héjjas István, Pekár Gyula, Tassy József és Zsitvay Tibor lemondása után végül Szabó Iván lett                                              |
| 1931          | A titkos szavazású listás választáson két mandátumot osztottak ki: egyik győztes a Független Kisgazdapárt jelöltje, Sándor István volt, míg a másik képviselő az Egységes Párt jelöltje, Zsitvay Tibor lett | A titkos szavazású listás választáson két mandátumot osztottak ki: egyik győztes a Független Kisgazdapárt jelöltje, Sándor István volt, míg a másik képviselő az Egységes Párt jelöltje, Zsitvay Tibor lett | A titkos szavazású listás választáson két mandátumot osztottak ki: egyik győztes a Független Kisgazdapárt jelöltje, Sándor István volt, míg a másik képviselő az Egységes Párt jelöltje, Zsitvay Tibor lett | A titkos szavazású listás választáson két mandátumot osztottak ki: egyik győztes a Független Kisgazdapárt jelöltje, Sándor István volt, míg a másik képviselő az Egységes Párt jelöltje, Zsitvay Tibor lett | A titkos szavazású listás választáson két mandátumot osztottak ki: egyik győztes a Független Kisgazdapárt jelöltje, Sándor István volt, míg a másik képviselő az Egységes Párt jelöltje, Zsitvay Tibor lett | A titkos szavazású listás választáson két mandátumot osztottak ki: egyik győztes a Független Kisgazdapárt jelöltje, Sándor István volt, míg a másik képviselő az Egységes Párt jelöltje, Zsitvay Tibor lett | A titkos szavazású listás választáson két mandátumot osztottak ki: egyik győztes a Független Kisgazdapárt jelöltje, Sándor István volt, míg a másik képviselő az Egységes Párt jelöltje, Zsitvay Tibor lett | A titkos szavazású listás választáson két mandátumot osztottak ki: egyik győztes a Független Kisgazdapárt jelöltje, Sándor István volt, míg a másik képviselő az Egységes Párt jelöltje, Zsitvay Tibor lett |
| 1935          | A titkos szavazású listás választáson két mandátumot osztottak ki: egyik győztes a Független Kisgazdapárt jelöltje, Eckhardt Tibor volt, kinek lemondása után Sándor István vette át a hivatalát. A másik képviselő a Nemzeti Egység Pártja által jelölt Zsitvay Tibor lett                                                                           | A titkos szavazású listás választáson két mandátumot osztottak ki: egyik győztes a Független Kisgazdapárt jelöltje, Eckhardt Tibor volt, kinek lemondása után Sándor István vette át a hivatalát. A másik képviselő a Nemzeti Egység Pártja által jelölt Zsitvay Tibor lett                                                                           | A titkos szavazású listás választáson két mandátumot osztottak ki: egyik győztes a Független Kisgazdapárt jelöltje, Eckhardt Tibor volt, kinek lemondása után Sándor István vette át a hivatalát. A másik képviselő a Nemzeti Egység Pártja által jelölt Zsitvay Tibor lett                                                                           | A titkos szavazású listás választáson két mandátumot osztottak ki: egyik győztes a Független Kisgazdapárt jelöltje, Eckhardt Tibor volt, kinek lemondása után Sándor István vette át a hivatalát. A másik képviselő a Nemzeti Egység Pártja által jelölt Zsitvay Tibor lett                                                                           | A titkos szavazású listás választáson két mandátumot osztottak ki: egyik győztes a Független Kisgazdapárt jelöltje, Eckhardt Tibor volt, kinek lemondása után Sándor István vette át a hivatalát. A másik képviselő a Nemzeti Egység Pártja által jelölt Zsitvay Tibor lett                                                                           | A titkos szavazású listás választáson két mandátumot osztottak ki: egyik győztes a Független Kisgazdapárt jelöltje, Eckhardt Tibor volt, kinek lemondása után Sándor István vette át a hivatalát. A másik képviselő a Nemzeti Egység Pártja által jelölt Zsitvay Tibor lett                                                                           | A titkos szavazású listás választáson két mandátumot osztottak ki: egyik győztes a Független Kisgazdapárt jelöltje, Eckhardt Tibor volt, kinek lemondása után Sándor István vette át a hivatalát. A másik képviselő a Nemzeti Egység Pártja által jelölt Zsitvay Tibor lett                                                                           | A titkos szavazású listás választáson két mandátumot osztottak ki: egyik győztes a Független Kisgazdapárt jelöltje, Eckhardt Tibor volt, kinek lemondása után Sándor István vette át a hivatalát. A másik képviselő a Nemzeti Egység Pártja által jelölt Zsitvay Tibor lett                                                                           |
| 1939          | A titkos szavazású listás választáson két mandátumot osztottak ki: egyik győztes a Magyar Élet Pártja jelöltje, Csáky István volt, kinek lemondása után Szász Lajos vette át a hivatalát. A másik képviselő a Független Kisgazdapárt által jelölt Révész László lett.                                                                                 | A titkos szavazású listás választáson két mandátumot osztottak ki: egyik győztes a Magyar Élet Pártja jelöltje, Csáky István volt, kinek lemondása után Szász Lajos vette át a hivatalát. A másik képviselő a Független Kisgazdapárt által jelölt Révész László lett.                                                                                 | A titkos szavazású listás választáson két mandátumot osztottak ki: egyik győztes a Magyar Élet Pártja jelöltje, Csáky István volt, kinek lemondása után Szász Lajos vette át a hivatalát. A másik képviselő a Független Kisgazdapárt által jelölt Révész László lett.                                                                                 | A titkos szavazású listás választáson két mandátumot osztottak ki: egyik győztes a Magyar Élet Pártja jelöltje, Csáky István volt, kinek lemondása után Szász Lajos vette át a hivatalát. A másik képviselő a Független Kisgazdapárt által jelölt Révész László lett.                                                                                 | A titkos szavazású listás választáson két mandátumot osztottak ki: egyik győztes a Magyar Élet Pártja jelöltje, Csáky István volt, kinek lemondása után Szász Lajos vette át a hivatalát. A másik képviselő a Független Kisgazdapárt által jelölt Révész László lett.                                                                                 | A titkos szavazású listás választáson két mandátumot osztottak ki: egyik győztes a Magyar Élet Pártja jelöltje, Csáky István volt, kinek lemondása után Szász Lajos vette át a hivatalát. A másik képviselő a Független Kisgazdapárt által jelölt Révész László lett.                                                                                 | A titkos szavazású listás választáson két mandátumot osztottak ki: egyik győztes a Magyar Élet Pártja jelöltje, Csáky István volt, kinek lemondása után Szász Lajos vette át a hivatalát. A másik képviselő a Független Kisgazdapárt által jelölt Révész László lett.                                                                                 | A titkos szavazású listás választáson két mandátumot osztottak ki: egyik győztes a Magyar Élet Pártja jelöltje, Csáky István volt, kinek lemondása után Szász Lajos vette át a hivatalát. A másik képviselő a Független Kisgazdapárt által jelölt Révész László lett.                                                                                 |
| 1944          | Az Ideiglenes Nemzetgyűlésbe a Kecskeméti Nemzeti Bizottság hét képviselőt választott: Révész László és Balla Dömötör (Független Kisgazdapárt), Kovács Jenő és Schmidt József (Szociáldemokrata Párt), Básti Ágoston és Molnár Erik (Magyar Kommunista Párt), Faragho Gábor (pártonkívüli).                                                           | Az Ideiglenes Nemzetgyűlésbe a Kecskeméti Nemzeti Bizottság hét képviselőt választott: Révész László és Balla Dömötör (Független Kisgazdapárt), Kovács Jenő és Schmidt József (Szociáldemokrata Párt), Básti Ágoston és Molnár Erik (Magyar Kommunista Párt), Faragho Gábor (pártonkívüli).                                                           | Az Ideiglenes Nemzetgyűlésbe a Kecskeméti Nemzeti Bizottság hét képviselőt választott: Révész László és Balla Dömötör (Független Kisgazdapárt), Kovács Jenő és Schmidt József (Szociáldemokrata Párt), Básti Ágoston és Molnár Erik (Magyar Kommunista Párt), Faragho Gábor (pártonkívüli).                                                           | Az Ideiglenes Nemzetgyűlésbe a Kecskeméti Nemzeti Bizottság hét képviselőt választott: Révész László és Balla Dömötör (Független Kisgazdapárt), Kovács Jenő és Schmidt József (Szociáldemokrata Párt), Básti Ágoston és Molnár Erik (Magyar Kommunista Párt), Faragho Gábor (pártonkívüli).                                                           | Az Ideiglenes Nemzetgyűlésbe a Kecskeméti Nemzeti Bizottság hét képviselőt választott: Révész László és Balla Dömötör (Független Kisgazdapárt), Kovács Jenő és Schmidt József (Szociáldemokrata Párt), Básti Ágoston és Molnár Erik (Magyar Kommunista Párt), Faragho Gábor (pártonkívüli).                                                           | Az Ideiglenes Nemzetgyűlésbe a Kecskeméti Nemzeti Bizottság hét képviselőt választott: Révész László és Balla Dömötör (Független Kisgazdapárt), Kovács Jenő és Schmidt József (Szociáldemokrata Párt), Básti Ágoston és Molnár Erik (Magyar Kommunista Párt), Faragho Gábor (pártonkívüli).                                                           | Az Ideiglenes Nemzetgyűlésbe a Kecskeméti Nemzeti Bizottság hét képviselőt választott: Révész László és Balla Dömötör (Független Kisgazdapárt), Kovács Jenő és Schmidt József (Szociáldemokrata Párt), Básti Ágoston és Molnár Erik (Magyar Kommunista Párt), Faragho Gábor (pártonkívüli).                                                           | Az Ideiglenes Nemzetgyűlésbe a Kecskeméti Nemzeti Bizottság hét képviselőt választott: Révész László és Balla Dömötör (Független Kisgazdapárt), Kovács Jenő és Schmidt József (Szociáldemokrata Párt), Básti Ágoston és Molnár Erik (Magyar Kommunista Párt), Faragho Gábor (pártonkívüli).                                                           |
| 1945          | A választáson a Pest-Pilis-Solt-Kiskun és a Bács-Bodrog vármegyék közös listájáról kerültek be a képviselők. Listáról bejutott kecskeméti képviselők: Révész László és Balla Dömötör (Független Kisgazdapárt), Tóth László (Szociáldemokrata Párt), Safrankó Emánuel (Magyar Kommunista Párt).                                                        | A választáson a Pest-Pilis-Solt-Kiskun és a Bács-Bodrog vármegyék közös listájáról kerültek be a képviselők. Listáról bejutott kecskeméti képviselők: Révész László és Balla Dömötör (Független Kisgazdapárt), Tóth László (Szociáldemokrata Párt), Safrankó Emánuel (Magyar Kommunista Párt).                                                        | A választáson a Pest-Pilis-Solt-Kiskun és a Bács-Bodrog vármegyék közös listájáról kerültek be a képviselők. Listáról bejutott kecskeméti képviselők: Révész László és Balla Dömötör (Független Kisgazdapárt), Tóth László (Szociáldemokrata Párt), Safrankó Emánuel (Magyar Kommunista Párt).                                                        | A választáson a Pest-Pilis-Solt-Kiskun és a Bács-Bodrog vármegyék közös listájáról kerültek be a képviselők. Listáról bejutott kecskeméti képviselők: Révész László és Balla Dömötör (Független Kisgazdapárt), Tóth László (Szociáldemokrata Párt), Safrankó Emánuel (Magyar Kommunista Párt).                                                        | A választáson a Pest-Pilis-Solt-Kiskun és a Bács-Bodrog vármegyék közös listájáról kerültek be a képviselők. Listáról bejutott kecskeméti képviselők: Révész László és Balla Dömötör (Független Kisgazdapárt), Tóth László (Szociáldemokrata Párt), Safrankó Emánuel (Magyar Kommunista Párt).                                                        | A választáson a Pest-Pilis-Solt-Kiskun és a Bács-Bodrog vármegyék közös listájáról kerültek be a képviselők. Listáról bejutott kecskeméti képviselők: Révész László és Balla Dömötör (Független Kisgazdapárt), Tóth László (Szociáldemokrata Párt), Safrankó Emánuel (Magyar Kommunista Párt).                                                        | A választáson a Pest-Pilis-Solt-Kiskun és a Bács-Bodrog vármegyék közös listájáról kerültek be a képviselők. Listáról bejutott kecskeméti képviselők: Révész László és Balla Dömötör (Független Kisgazdapárt), Tóth László (Szociáldemokrata Párt), Safrankó Emánuel (Magyar Kommunista Párt).                                                        | A választáson a Pest-Pilis-Solt-Kiskun és a Bács-Bodrog vármegyék közös listájáról kerültek be a képviselők. Listáról bejutott kecskeméti képviselők: Révész László és Balla Dömötör (Független Kisgazdapárt), Tóth László (Szociáldemokrata Párt), Safrankó Emánuel (Magyar Kommunista Párt).                                                        |
| 1947          | A választáson a Pest-Pilis-Solt-Kiskun és a Bács-Bodrog vármegyék közös listájáról kerültek be a képviselők. Listáról bejutott kecskeméti képviselők: Révész László (Független Kisgazdapárt), Nagy László (Független Magyar Demokrata Párt), Kemény Györgyné (Magyar Kommunista Párt). P. Károlyi Bernát (Demokrata Néppárt) nem vette át mandátumát. | A választáson a Pest-Pilis-Solt-Kiskun és a Bács-Bodrog vármegyék közös listájáról kerültek be a képviselők. Listáról bejutott kecskeméti képviselők: Révész László (Független Kisgazdapárt), Nagy László (Független Magyar Demokrata Párt), Kemény Györgyné (Magyar Kommunista Párt). P. Károlyi Bernát (Demokrata Néppárt) nem vette át mandátumát. | A választáson a Pest-Pilis-Solt-Kiskun és a Bács-Bodrog vármegyék közös listájáról kerültek be a képviselők. Listáról bejutott kecskeméti képviselők: Révész László (Független Kisgazdapárt), Nagy László (Független Magyar Demokrata Párt), Kemény Györgyné (Magyar Kommunista Párt). P. Károlyi Bernát (Demokrata Néppárt) nem vette át mandátumát. | A választáson a Pest-Pilis-Solt-Kiskun és a Bács-Bodrog vármegyék közös listájáról kerültek be a képviselők. Listáról bejutott kecskeméti képviselők: Révész László (Független Kisgazdapárt), Nagy László (Független Magyar Demokrata Párt), Kemény Györgyné (Magyar Kommunista Párt). P. Károlyi Bernát (Demokrata Néppárt) nem vette át mandátumát. | A választáson a Pest-Pilis-Solt-Kiskun és a Bács-Bodrog vármegyék közös listájáról kerültek be a képviselők. Listáról bejutott kecskeméti képviselők: Révész László (Független Kisgazdapárt), Nagy László (Független Magyar Demokrata Párt), Kemény Györgyné (Magyar Kommunista Párt). P. Károlyi Bernát (Demokrata Néppárt) nem vette át mandátumát. | A választáson a Pest-Pilis-Solt-Kiskun és a Bács-Bodrog vármegyék közös listájáról kerültek be a képviselők. Listáról bejutott kecskeméti képviselők: Révész László (Független Kisgazdapárt), Nagy László (Független Magyar Demokrata Párt), Kemény Györgyné (Magyar Kommunista Párt). P. Károlyi Bernát (Demokrata Néppárt) nem vette át mandátumát. | A választáson a Pest-Pilis-Solt-Kiskun és a Bács-Bodrog vármegyék közös listájáról kerültek be a képviselők. Listáról bejutott kecskeméti képviselők: Révész László (Független Kisgazdapárt), Nagy László (Független Magyar Demokrata Párt), Kemény Györgyné (Magyar Kommunista Párt). P. Károlyi Bernát (Demokrata Néppárt) nem vette át mandátumát. | A választáson a Pest-Pilis-Solt-Kiskun és a Bács-Bodrog vármegyék közös listájáról kerültek be a képviselők. Listáról bejutott kecskeméti képviselők: Révész László (Független Kisgazdapárt), Nagy László (Független Magyar Demokrata Párt), Kemény Györgyné (Magyar Kommunista Párt). P. Károlyi Bernát (Demokrata Néppárt) nem vette át mandátumát. |

## 1990-től napjainkig
Az alábbi táblázatban 1990-től napjainkig szerepelnek a Kecskeméten megválasztott képviselők.
| Kecskemét 1.  | Kecskemét 1.   | Kecskemét 1.                                                   | Kecskemét 1.     | Kecskemét 1.      | Kecskemét 2.           | Kecskemét 2.                                                   | Kecskemét 2.     | Kecskemét 2.      |
| Választás éve | Jelölt neve    | Jelölő szerv.                                                  | Szavazatok száma | Szavazatok aránya | Jelölt neve            | Jelölő szerv.                                                  | Szavazatok száma | Szavazatok aránya |
| ------------- | -------------- | -------------------------------------------------------------- | ---------------- | ----------------- | ---------------------- | -------------------------------------------------------------- | ---------------- | ----------------- |
| 1990          | Józsa Fábián   | Magyar Demokrata Fórum                                         | 10 037           | 60,94%            | Debreczeni József      | Magyar Demokrata Fórum                                         | 10 709           | 50,93%            |
| 1994          | Csikai Zsolt   | Szabad Demokraták Szövetsége                                   | 8 870            | 38,22%            | Zwack Péter            | Liberális Blokk                                                | 7 666            | 42,87%            |
| 1998          | Nyitray András | Fidesz – Magyar Polgári Párt                                   | 15 425           | 57,94%            | Horváth Zsolt          | Fidesz – Magyar Polgári Párt                                   | 10 690           | 53,84%            |
| 2002          | Nyitray András | Fidesz – Magyar Polgári Párt, Magyar Demokrata Fórum           | 20 187           | 57,45%            | Horváth Zsolt          | Fidesz – Magyar Polgári Párt, Magyar Demokrata Fórum           | 15 324           | 57,84%            |
| 2006          | Nyitray András | Fidesz – Magyar Polgári Szövetség, Kereszténydemokrata Néppárt | 15 769           | 49,89%            | Horváth Zsolt          | Fidesz – Magyar Polgári Szövetség, Kereszténydemokrata Néppárt | 11 356           | 49,02%            |
| 2010          | Zombor Gábor   | Fidesz – Magyar Polgári Szövetség, Kereszténydemokrata Néppárt | 20 646           | 62,25%            | Horváth Zsolt          | Fidesz – Magyar Polgári Szövetség, Kereszténydemokrata Néppárt | 15 080           | 61,86%            |
| 2014          | Salacz László  | Fidesz – Magyar Polgári Szövetség, Kereszténydemokrata Néppárt | 20 558           | 51,31%            | Zombor Gábor           | Fidesz – Magyar Polgári Szövetség, Kereszténydemokrata Néppárt | 22 303           | 51,67%            |
| 2018          | Salacz László  | Fidesz – Magyar Polgári Szövetség, Kereszténydemokrata Néppárt | 25 519           | 54,53%            | Zombor Gábor           | Fidesz – Magyar Polgári Szövetség, Kereszténydemokrata Néppárt | 26 695           | 52,74%            |
| 2022          | Salacz László  | Fidesz – Magyar Polgári Szövetség, Kereszténydemokrata Néppárt | 27 420           | 59,02%            | Szeberényi Gyula Tamás | Fidesz – Magyar Polgári Szövetség, Kereszténydemokrata Néppárt | 26 606           | 53,00%            |

1990-2010 között a  megszerzett voksoknál - amennyiben az 1. fordulóban nem dőlt el a képviselői hely sorsa - a 2. forduló adatai szerepelnek. 1990-2010 között a kecskeméti választókerületek beosztását a 2/1990. (I.11.) MT rendelet szabályozta.
01. számú országgyűlési egyéni választókerület Rövidítése: Bács-Kiskun 01. OEVK, Székhelye: Kecskemét
Területe: Kecskemét 1-36. és 44-45. számú szavazókörei
02. számú országgyűlési egyéni választókerület Rövidítése: Bács-Kiskun 02. OEVK, Székhelye: Kecskemét
Területe: Kecskemét 37-43. és 46-75. sz. számú szavazókörei
A 2014. évi országgyűlési választástól a 2011. évi CCIII. törvény értelmében megváltozott a kecskeméti országgyűlési választókerületek beosztása.
01. számú országgyűlési egyéni választókerület Rövidítése: Bács-Kiskun 01. OEVK, Székhelye: Kecskemét
Területe:
1. Felsőlajos
2. Fülöpháza
3. Kecskemét választókerülethez tartozó területének határvonala: Lajosmizse felől az 5. számú főút középvonala a városhatáron való belépési ponttól az 5202 jelű Ladánybenei út és az 5. számú főútvonal körforgalmi csomópontjáig, a csomóponttól a 0220/182 és 0219/1 helyrajzi számú külterületi utak középvonala a 0244/2 helyrajzi számú külterületi útig, északi irányban a 0244/2, majd keleti irányban a 0253 helyrajzi számú külterületi utak középvonala a Vacsi közi útig, a Vacsi közi út középvonala a Mikszáth Kálmán körútig, a Mikszáth Kálmán körút középvonala és folytatásában az izraelita temető északnyugati határvonala az 5. számú főútig, az 5. számú főút középvonala a Mátyás téren keresztül a Jókai utcáig, a Jókai utca középvonala a Hornyik János körútig, a Hornyik János körút középvonala és folytatásában a Széchenyi téren keresztül a Gáspár András körút középvonala a Petőfi Sándor utcáig, a Petőfi Sándor utca középvonala a Kőhíd utcáig, a Kőhíd utca és folytatásában a Nyíri út középvonala a III. Béla körútig, a III. Béla körút és folytatásában a Csalánosi út középvonala az 52-es útig, az 52-es út középvonala a városhatárig, a városhatár vonala az óramutató járásával megegyező irányban a kiindulási pontig.
4. Kerekegyháza
5. Kunadacs
6. Kunbaracs
7. Kunpeszér
8. Kunszentmiklós
9. Ladánybene
10. Lajosmizse
11. Szabadszállás
12. Szalkszentmárton
13. Tass
02. számú országgyűlési egyéni választókerület Rövidítése: Bács-Kiskun 02. OEVK, Székhelye: Kecskemét
Területe:
1. Ballószög
2. Helvécia
3. Kecskemét választókerülethez tartozó területének határvonala: Lajosmizse felől az 5. számú főút középvonala a városhatáron való belépési ponttól az 5202 jelű Ladánybenei út és az 5. számú főútvonal körforgalmi csomópontjáig, a csomóponttól a 0220/182 és 0219/1 helyrajzi számú külterületi utak középvonala a 0244/2 helyrajzi számú külterületi útig, északi irányban a 0244/2, majd keleti irányban a 0253 helyrajzi számú külterületi utak középvonala a Vacsi közi útig, a Vacsi közi út középvonala a Mikszáth Kálmán körútig, a Mikszáth Kálmán körút középvonala és folytatásában az izraelita temető északnyugati határvonala az 5. számú főútig, az 5. számú főút középvonala a Mátyás téren keresztül a Jókai utcáig, a Jókai utca középvonala a Hornyik János körútig, a Hornyik János körút középvonala és folytatásában a Széchenyi téren keresztül a Gáspár András körút középvonala a Petőfi Sándor utcáig, a Petőfi Sándor utca középvonala a Kőhíd utcáig, a Kőhíd utca és folytatásában a Nyíri út középvonala a III. Béla körútig, a III. Béla körút és folytatásában a Csalánosi út középvonala az 52-es útig, az 52-es út középvonala a városhatárig, a városhatár vonala az óramutató járásával ellentétes irányban a kiindulási pontig.
4. Szentkirály
5. Tiszakécske
6. Városföld

## Külső hivatkozások
- Kecskeméti életrajzi lexikon, Péterné Fehér Mária — Szabó Tamás — Székelyné Körösi Ilona, 1992
- valasztas.hu
- vokscentrum.hu